# Barrio judío de Barcelona

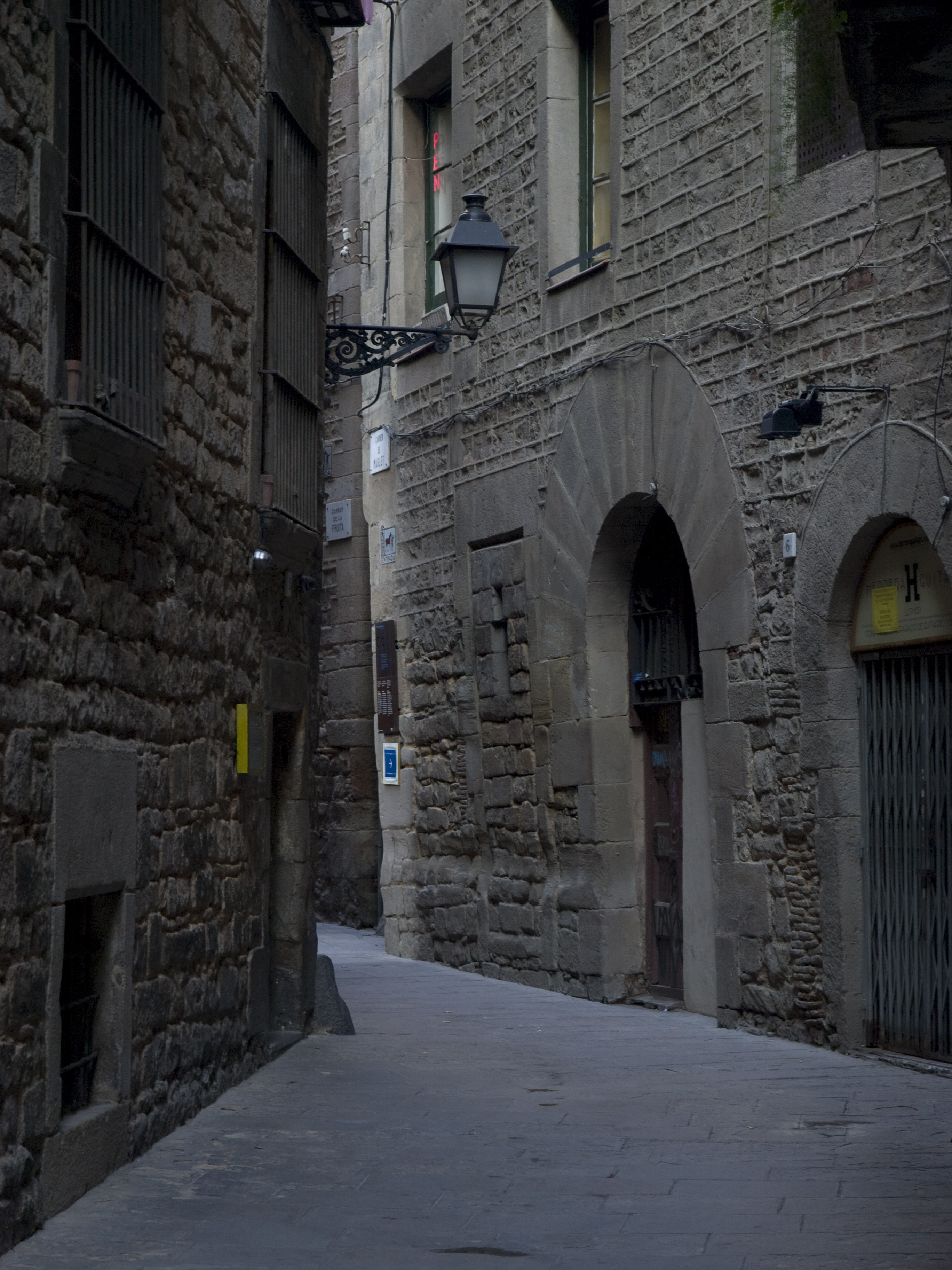
Cruce de las calles Marlet con Santo Domingo (barrio judío de Barcelona).

El barrio judío de Barcelona o judería de Barcelona (en catalán: call de Barcelona) es una zona situada en el Barrio Gótico de Barcelona, España, que antiguamente había sido una judería. El estilo de la zona, hoy en día, es muy similar al de muchos barrios judíos de Cataluña.
El barrio fue el corazón de la comunidad judía de la ciudad desde los siglos VII al XIV, y fue una de las juderías más importantes de la Península ibérica durante la Edad Media, hasta la masacre antisemita de 1391, cuando fue asaltada y sus habitantes fueron obligados a convertirse. Muchos se dispersaron por el país, aunque otros fueron asesinados.

## Etimología
Call significa «callejita» o «callejón» en catalán, y hacía referencia al conjunto de calles estrechas que ocupaban los judíos. La comunidad autónoma más amplia de judíos se llamaba aljama.

## Historia

### Establecimiento
Un pequeño número de judíos llegó a Barcelona poco después del 70 d. C. como parte de la ola de inmigrantes que llegaban a Europa huyendo de la represión romana en Palestina durante la primera guerra judeo-romana. Hacia 1079, la población judía en Barcelona ascendía a unas 70 familias.
A finales del siglo VII, la población judía quedó encerrada en el Call, que se formó en torno a la calle del Call, la calle de Sant Domènec del Call, la calle Marlet y el Arco de Sant Ramón del Call.

### Crecimiento y Edad de Oro (siglosXIIyXIII)
El crecimiento del Call y la llegada de los judíos que habían sido expulsados de Francia hacia el siglo XIII hizo necesaria la ampliación de la judería, por lo que se creó el Call Menor, además del Call Major.
Ya en el siglo XIII, el Call era el más grande de Cataluña. La Barcelona medieval tenía aproximadamente un 15% de judíos durante su época dorada, y la mayoría de los 4000 judíos vivían en el barrio judío. Barcelona se ganó la reputación de «ciudad de sabios» entre los judíos. Los judíos trabajaban como médicos, científicos, comerciantes y prestamistas de la aristocracia catalana. Como solo los judíos podían prestar dinero legalmente, los judíos se convirtieron en los financistas oficiales de los soberanos de Cataluña. Los judíos eran oficialmente propiedad de la corona, y en el IV Concilio de Letrán en 1215, las instrucciones papales exigían que los judíos usaran capuchas y un botón rojo cosido en la ropa para identificarlos. Para 1268, el rey Jaime I eliminó el requisito de que los judíos en aljama debían usar la insignia.

### Pogromos e Inquisición (sigloXIVyXV)
La situación de los judíos en Barcelona empeoró cuando Barcelona se vio afectada por una hambruna que comenzó en 1333 y con la peste negra en 1348, que acabó con una quinta parte estimada de la población de la ciudad. Muchos culparon a los judíos, lo que provocó un ataque al barrio judío en 1349.
El barrio judío fue efectivamente erradicado durante la violencia antisemita en el barrio por parte de una turba como parte de los pogromos de 1391 en toda España. Desde el estallido de la violencia el 5 de agosto hasta el 10 de agosto, aproximadamente 300 judíos fueron asesinados.
Durante la Inquisición española, la población judía de Barcelona fue casi diezmada. El rey Fernando ordenó que el tamaño de las sinagogas no fuera mayor que la iglesia cristiana más pequeña.

## sigloXXI
En el centro de la judería se encuentra la Sinagoga Mayor, también llamada Sinagoga Antigua, una de las sinagogas más antiguas de Europa. Se cree que la sinagoga ha existido de alguna forma desde el siglo quinto. Durante la década de 1990, la sinagoga fue restaurada y reabierta al público en 2003.
En época de las protestas antiisraelíes de 2008 con motivo del conflicto de la Franja de Gaza de 2008-2009, la sinagoga del call, en la calle de Marlet n.º 5, recibió un ataque (el segundo en la capital catalana) por parte de un militante del grupo Movimiento Social Republicano, el cual cometió algunos destrozos, además de golpear a un integrante de la Associació Call de Barcelona, que se encontraba en el edificio.

## Comunidad judía de Barcelona
Se estima que 3500 judíos residen en Barcelona en el siglo XXI, lo que la convierte en la mayor concentración de judíos en España.

## Museo de la judería de Barcelona
MUHBA El Call es un espacio del Museo de Historia de Barcelona situado en el corazón del Call, donde estuvo la casa de Jucef Bonhiac, tejedor. Explica la trayectoria de la comunidad judía de Barcelona en relación con la historia de la ciudad y el esplendor de su legado cultural.